# Cimitero inglese di Bagni di Lucca
Il cimitero inglese è un luogo sacro che si trova a Bagni di Lucca a circa 300 metri dalla chiesa anglicana, dalla parte opposta del torrente Lima.

## Storia
Nel 1842 Carlo Ludovico di Borbone concesse alla colonia inglese di Bagni di Lucca la facoltà di erigere un cimitero protestante. Fu scelto un luogo detto "al Prato Santo" e, benché i lavori venissero terminati nel 1844, la prima inumazione fu immediatamente successiva all'acquisto. Il cimitero è stato operativo fino al 1953 e sono 137 le persone che vi riposano. Nel 1982, con l'esaurimento di un lascito destinato alla manutenzione, il luogo sacro fu acquistato dal Comune di Bagni di Lucca. 
Il cimitero è gestito dalla Fondazione Michel de Montaigne e dall'Istituto storico lucchese.

## Tombe illustri
Fra i personaggi qui inumati, spesso in monumenti sepolcrali eseguiti da scultori di fama quali Benjamin Gibson, Giuseppe Norfini ed Emilio Duccini, vi sono Rose Cleveland, sorella del presidente degli Stati Uniti d'America Stephen Grover Cleveland, la scrittrice Ouida, Henry ed Elizabeth Stisted e l'entomologo irlandese Alexander Henry Haliday.